# Bahnstrecke La Plana - Picamoixons–Barcelona
| Bahnstrecke zwischen Vilanova i la Geltrú und Sitges |                                                                            |                                              |                                       |
| |                                                                            |                                              |                                       |
| Streckennummer: | 200 (La Plana - Picamoixons–Barcelona) 254 (Aeroport–El Prat de Llobregat) |                                              |                                       |
| Streckenlänge: | 96 km                                                                      |                                              |                                       |
| Spurweite: | 1668 mm (Iberische Spur)                                                   |                                              |                                       |
| Stromsystem: | 3000 V =                                                                   |                                              |                                       |
| Zugbeeinflussung: | ASFA                                                                       |                                              |                                       |
| Zweigleisigkeit: | Sant Vicenç de Calders–Barcelona                                           |                                              |                                       |
| |                                                                            |                                              |                                       |
| \| \| \| Strecke von Lleida \| \| \| \| 68,60,0 \| La Plana - Picamoixons (Keilbahnhof) \| La Plana - Picamoixons (Keilbahnhof) \| \| \| \| Strecke nach Tarragona über Reus \| \| \| \| 6,1 \| Valls \| Valls \| \| \| 11,9 \| Nulles-Bràfim \| Nulles-Bràfim \| \| \| 14,0 \| Vilabella \| Vilabella \| \| \| 19,9 \| Salomó \| Salomó \| \| \| \| ehem. Strecke von Reus \| \| \| \| 28,7610,7 \| Roda de Berà \| Roda de Berà \| \| \| 612,1 \| Roda de Mar \| Roda de Mar \| \| \| \| Strecke von Tarragona \| \| \| \| 618,0 \| Sant Vicenç de Calders \| Beginn \| \| \| \| Strecke nach Barcelona über Martorell \| \| \| \| 622,3 \| Calafell \| Calafell \| \| \| 624,9 \| Segur de Calafell \| Segur de Calafell \| \| \| 627,0 \| Cunit \| Cunit \| \| \| 630,9 \| Cubelles \| Cubelles \| \| \| 636,0 \| Vilanova i la Geltrú \| Vilanova i la Geltrú \| \| \| 637,6 \| Tunnel Punta Larga \| Tunnel Punta Larga \| \| \| 638,6 \| Tunnel Punta Grande \| Tunnel Punta Grande \| \| \| 639,4 \| Tunnel Punta de las Cuevas \| Tunnel Punta de las Cuevas \| \| \| 643,3 \| Sitges \| Sitges \| \| \| \| \| \| \| \| 647,9 \| Vallcarca \| Vallcarca \| \| \| 648,2 \| Tunnel Vallcarca \| Tunnel Vallcarca \| \| \| 649,5 \| Tunnel Castellot \| Tunnel Castellot \| \| \| 651,8 \| Garraf \| Garraf \| \| \| 652,3 \| Tunnel Garraf \| Tunnel Garraf \| \| \| 656,6 \| Platja de Castelldefels \| Platja de Castelldefels \| \| \| 658,9 \| Castelldefels \| Linienbeginn \| \| \| 662,7 \| Gavà \| Gavà \| \| \| 664,2 \| Viladecans \| Viladecans \| \| \| \| Aeroport Terminal 1 \| \| \| \| 0,0 \| Aeroport (Terminal 2) \| Linienbeginn \| \| \| \| \| \| \| \| \| \| \| \| \| \| \| \| \| \| \| SFS Madrid–Barcelona \| \| \| \| 6,7670,0 \| El Prat de Llobregat \| El Prat de Llobregat \| \| \| \| \| \| \| \| \| Llobregat \| \| \| \| 673,8 \| Bellvitge \| Bellvitge \| \| \| \| Metro del Baix Llobregat (FGC) \| \| \| \| \| ehem. nach L’Hospitalet de Llobregat \| \| \| \| \| von Tarragona über Martorell \| \| \| \| \| \| \| \| \| \| SFS Madrid–Barcelona \| \| \| \| 677,6 \| Barcelona-Sants \| Barcelona-Sants \| \| \| \| Strecke nach Torre Baró \| \| \| \| \| \| \| \| \| \| Strecke nach Barcelona-França /El Clot-Aragó \| \| |                                                                            |                                              |                                       |
| Strecke |                                                                            | Strecke von Lleida                           | Strecke von Lleida                    |
| Bahnhof | 68,60,0                                                                    | La Plana - Picamoixons (Keilbahnhof)         | La Plana - Picamoixons (Keilbahnhof)  |
| Abzweig geradeaus und nach rechts |                                                                            | Strecke nach Tarragona über Reus             | Strecke nach Tarragona über Reus      |
| Bahnhof | 6,1                                                                        | Valls                                        | Valls                                 |
| Haltepunkt / Haltestelle | 11,9                                                                       | Nulles-Bràfim                                | Nulles-Bràfim                         |
| Haltepunkt / Haltestelle | 14,0                                                                       | Vilabella                                    | Vilabella                             |
| Haltepunkt / Haltestelle | 19,9                                                                       | Salomó                                       | Salomó                                |
| Abzweig geradeaus und ehemals von rechts |                                                                            | ehem. Strecke von Reus                       | ehem. Strecke von Reus                |
| Haltepunkt / Haltestelle | 28,7610,7                                                                  | Roda de Berà                                 | Roda de Berà                          |
| Haltepunkt / Haltestelle | 612,1                                                                      | Roda de Mar                                  | Roda de Mar                           |
| Abzweig geradeaus und von rechts |                                                                            | Strecke von Tarragona                        | Strecke von Tarragona                 |
| Bahnhof | 618,0                                                                      | Sant Vicenç de Calders                       | Beginn                                |
| Abzweig geradeaus und nach links |                                                                            | Strecke nach Barcelona über Martorell        | Strecke nach Barcelona über Martorell |
| Bahnhof | 622,3                                                                      | Calafell                                     | Calafell                              |
| Haltepunkt / Haltestelle | 624,9                                                                      | Segur de Calafell                            | Segur de Calafell                     |
| Haltepunkt / Haltestelle | 627,0                                                                      | Cunit                                        | Cunit                                 |
| Haltepunkt / Haltestelle | 630,9                                                                      | Cubelles                                     | Cubelles                              |
| Bahnhof | 636,0                                                                      | Vilanova i la Geltrú                         | Vilanova i la Geltrú                  |
| Tunnel | 637,6                                                                      | Tunnel Punta Larga                           | Tunnel Punta Larga                    |
| Tunnel | 638,6                                                                      | Tunnel Punta Grande                          | Tunnel Punta Grande                   |
| Tunnel | 639,4                                                                      | Tunnel Punta de las Cuevas                   | Tunnel Punta de las Cuevas            |
| Bahnhof | 643,3                                                                      | Sitges                                       | Sitges                                |
| Tunnel |                                                                            |                                              |                                       |
| ehemaliger Haltepunkt / Haltestelle | 647,9                                                                      | Vallcarca                                    | Vallcarca                             |
| Tunnel | 648,2                                                                      | Tunnel Vallcarca                             | Tunnel Vallcarca                      |
| Tunnel | 649,5                                                                      | Tunnel Castellot                             | Tunnel Castellot                      |
| Bahnhof | 651,8                                                                      | Garraf                                       | Garraf                                |
| Tunnel | 652,3                                                                      | Tunnel Garraf                                | Tunnel Garraf                         |
| Haltepunkt / Haltestelle | 656,6                                                                      | Platja de Castelldefels                      | Platja de Castelldefels               |
| Bahnhof | 658,9                                                                      | Castelldefels                                | Linienbeginn                          |
| Haltepunkt / Haltestelle | 662,7                                                                      | Gavà                                         | Gavà                                  |
| Haltepunkt / Haltestelle | 664,2                                                                      | Viladecans                                   | Viladecans                            |
| Kopfbahnhof Streckenanfang (Strecke außer Betrieb) (im Tunnel) |                                                                            | Aeroport Terminal 1                          | Aeroport Terminal 1                   |
| Haltepunkt / Haltestelle · Haltepunkt / Haltestelle Streckenanfang · Strecke | 0,0                                                                        | Aeroport (Terminal 2)                        | Linienbeginn                          |
| Strecke · Strecke nach links · Abzweig geradeaus und von rechts |                                                                            |                                              |                                       |
| Strecke · Tunnelanfang |                                                                            |                                              |                                       |
| Strecke nach links (außer Betrieb) (im Tunnel) · Strecke quer · Abzweig geradeaus und ehemals von rechts (im Tunnel) |                                                                            |                                              |                                       |
| Kreuzung mit Tunnelstrecke (im Tunnel) |                                                                            | SFS Madrid–Barcelona                         | SFS Madrid–Barcelona                  |
| | 6,7670,0                                                                   | El Prat de Llobregat                         | El Prat de Llobregat                  |
| Tunnelende |                                                                            |                                              |                                       |
| Brücke über Wasserlauf |                                                                            | Llobregat                                    | Llobregat                             |
| Bahnhof | 673,8                                                                      | Bellvitge                                    | Bellvitge                             |
| Kreuzung mit Tunnelstrecke |                                                                            | Metro del Baix Llobregat (FGC)               | Metro del Baix Llobregat (FGC)        |
| Abzweig geradeaus und ehemals nach links |                                                                            | ehem. nach L’Hospitalet de Llobregat         | ehem. nach L’Hospitalet de Llobregat  |
| Abzweig geradeaus und von links |                                                                            | von Tarragona über Martorell                 | von Tarragona über Martorell          |
| Tunnelanfang |                                                                            |                                              |                                       |
| Kreuzung mit Tunnelstrecke (im Tunnel) |                                                                            | SFS Madrid–Barcelona                         | SFS Madrid–Barcelona                  |
| Bahnhof (im Tunnel) | 677,6                                                                      | Barcelona-Sants                              | Barcelona-Sants                       |
| Abzweig geradeaus und nach rechts (im Tunnel) |                                                                            | Strecke nach Torre Baró                      | Strecke nach Torre Baró               |
| |                                                                            |                                              |                                       |
| |                                                                            | Strecke nach Barcelona-França /El Clot-Aragó |                                       |

Die Bahnstrecke La Plana - Picamoixons–Barcelona ist eine Bahnstrecke in der autonomen Gemeinschaft Katalonien in Spanien. Betreiber ist das staatliche spanische Eisenbahninfrastrukturunternehmen Adif.

## Geschichte
| Eröffnungsdatum   | Streckenabschnitt                       |
| ----------------- | --------------------------------------- |
| 29. Dezember 1881 | Barcelona–Vilanova i la Geltrú          |
| 30. April 1882    | Calafell–Vilanova i la Geltrú           |
| 31. Januar 1883   | Calafell–Valls                          |
| 01. Juni 1883     | Valls–La Plana - Picamoixons            |
| 07. März 1885     | Trennungsbahnhof La Plana - Picamoixons |
| 16. Juli 1975     | Barcelona-Sants–Aeroport                |

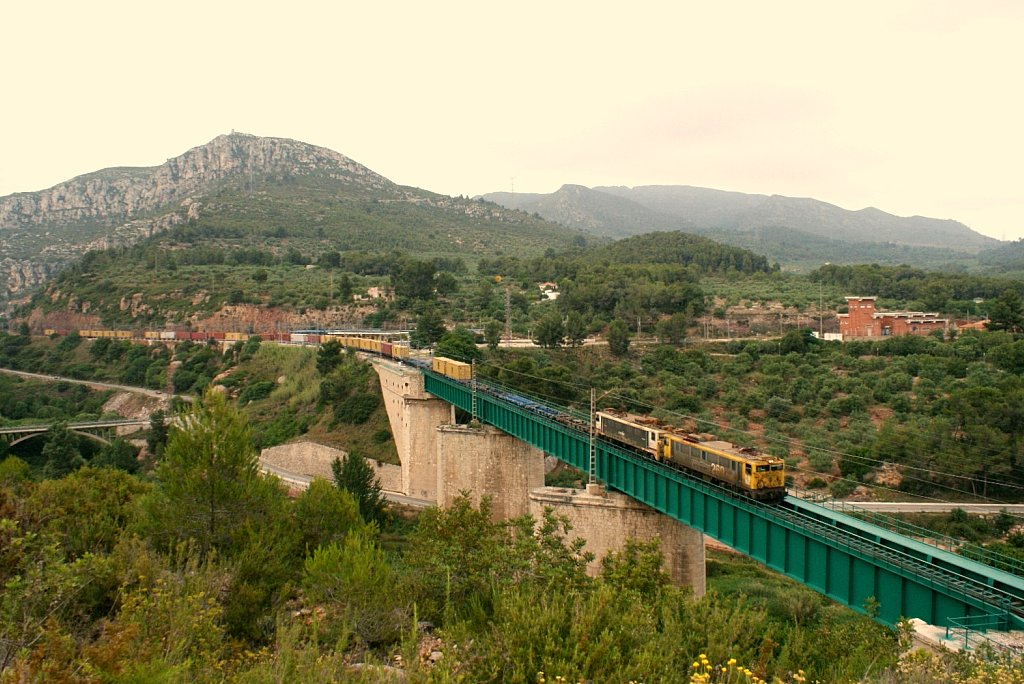
Keilbahnhof La Plana-Picamoixons (im Hintergrund)

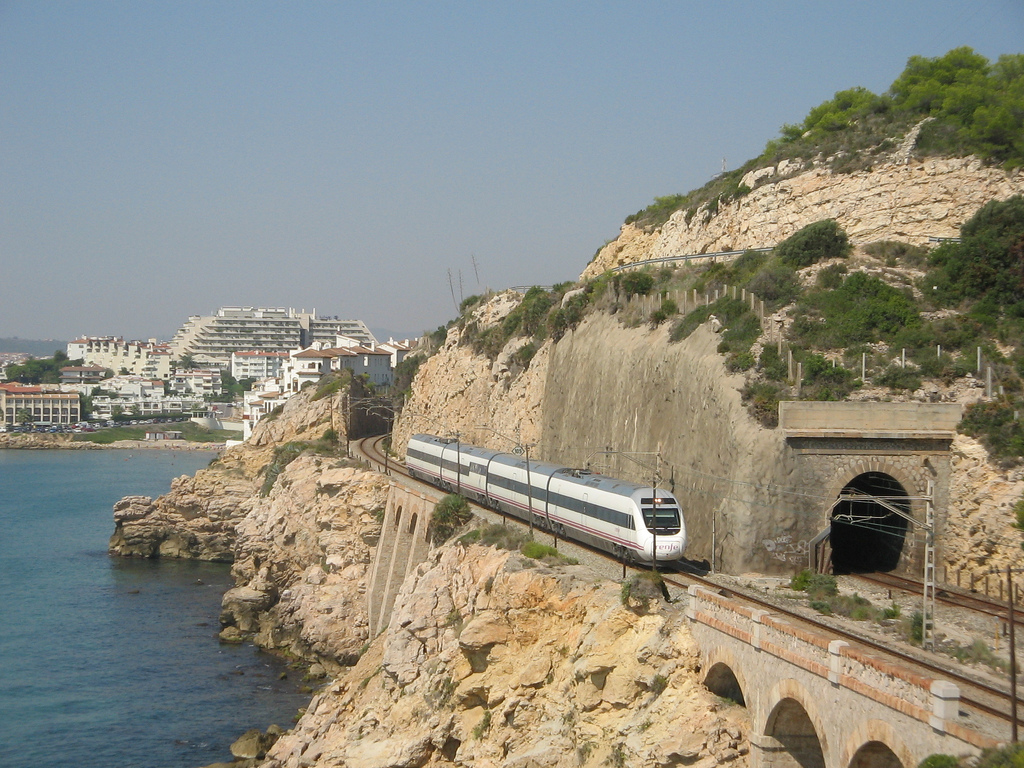
Streckenabschnitt an der Felsenküste bei Sitges

Im Jahr 1878 begannen die Planungen einer Bahnstrecke zwischen Valls und Barcelona, die entlang der Mittelmeerküste führen sollte. Sie war eine der zahlreichen neuen Bahnstrecken, die zum Ende des 19. Jahrhunderts rund um die katalanische Hauptstadt entstand. Die Eröffnung zwischen Barcelona-Morrot und Vilanova i la Geltrú erfolgte Ende 1881. Nachdem die gesamte Strecke durchgehend befahrbar war, wurde der provisorische Bahnhof Morrot aufgelassen, der sich am westlichen Stadtrand am Fuße des Montjuïcs befand. Das östliche Streckenende ist seitdem der frühere Hauptbahnhof Barcelonas, der Bahnhof França. 1975 wurde zwischen El Prat de Llobregat und dem Flughafen Barcelonas eine eingleisige Stichstrecke in Betrieb genommen.

## Bedienung
Über den Küstenabschnitt zwischen Barcelona und Sant Vicenç de Calders–Barcelona verkehren einzelne Talgo-Züge nach Sevilla bzw. Alicante, die allerdings keine Unterwegshalte bedienen. Der übrige Fernverkehr wird seit Anfang 2020 komplett über die Schnellfahrstrecke Madrid–Barcelona abgewickelt. Zwischen Barcelona-França und Tortosa, Flix bzw. Lleida-Pirineus bestehen zudem einige Regionalexpress-Verbindungen (in Spanien Media Distancia genannt), die teilweise auch in Sitges bzw. Vilanova i la Geltrú halten.
Der Abschnitt zwischen La Plana - Picamoixons und Sant Vicenç de Calders wird von Regionalzügen bedient, zwischen Sant Vicenç de Calders und Barcelona fährt die Linie R2 Sud der Rodalies Barcelona, der S-Bahn Barcelonas. Den Flughafen Barcelonas verbindet die Linie R2 Nord im 30-Minuten-Takt mit dem Stadtzentrum.

## Streckenbeschreibung

### La Plana - Picamoixons–Sant Vicenç de Calders
Beginn der eingleisigen Bahnstrecke ist der Keilbahnhof La Plana - Picamoixons im Gemeindegebiet der Stadt Valls und trennt sich hier von der Bahnstrecke Tarragona–Lleida. Die Trasse führt durch das katalanische Vorküstengebirge der Comarca Alt Camp. Bei Roda de Berà beginnt die Ebene des Vorküstengebietes, schließlich wird am Bahnhof Sant Vicenç de Calders das Mittelmeer erreicht. Der wichtige Kreuzungsbahnhof der Gemeinde El Vendrell stellt eine Verbindung zur Bahnstrecke Barcelona–Martorell–Tarragona her.

### Sant Vicenç de Calders–Barcelona França
Die ab hier zweigleisige Trasse verläuft zumeist entlang des Küstenstreifens der Costa del Garraf. Zwischen Vilanova i la Geltrú und Castelldefels führt die Strecke in felsiger Landschaft unmittelbar am Meer vorbei und wird durch zahlreiche Tunnel geführt. Ab Castelldefels biegt die Strecke ins Landesinnere ab. Vor Bellvitge mündet die Stichstrecke vom Flughafen Barcelona-El Prat ein, und ab dem unterirdischen Bahnhof El Prat de Llobregat erfolgt eine gemeinsame Trassierung mit der Schnellfahrstrecke Madrid–Barcelona, die jedoch meist unterirdisch geführt wird. Kurz vor dem heutigen Hauptbahnhof Sants endet der oberirdische Abschnitt. Hinter Sants führt die Trasse durch den Aragó-Tunnel bis zum Kopfbahnhof Barcelona-França.

### Aeroport–El Prat de Llobregat

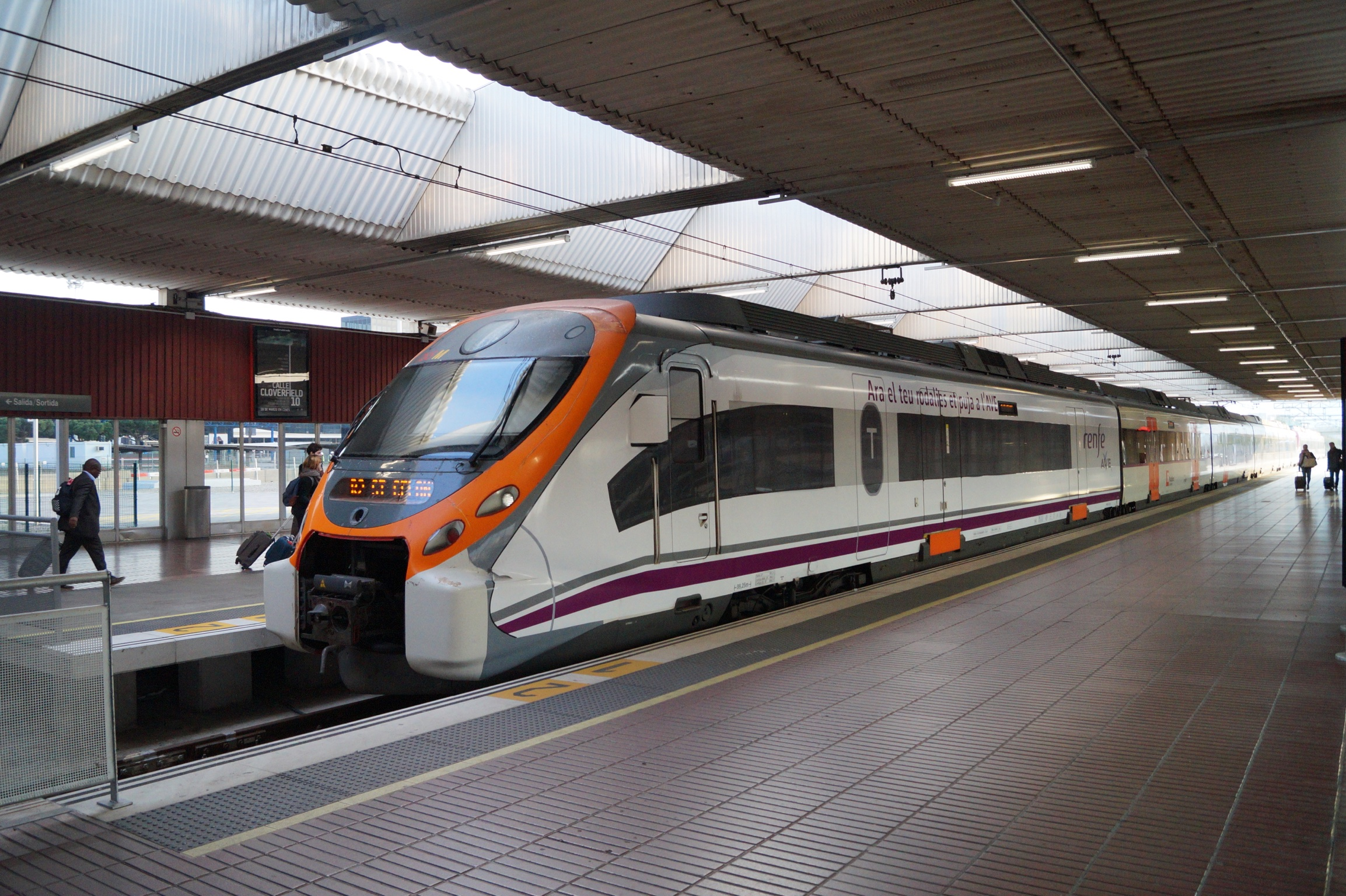
Zug im Flughafenbahnhof Aeroport (Terminal 2)

Der Haltepunkt Aeroport befindet sich nördlich des Terminal 2 des Flughafens Barcelona-El Prat. Er ist der Endpunkt der Rodalies-Linie R2 Nord aus Maçanet-Massanes. Der ehemalige zweigleisige Kopfbahnhof befindet sich 200 Meter nördlich des Terminal 2 und ist mit einer Fußgängerbrücke mit diesem verbunden. 2015 wurde der ehemalige Bahnhof auf ein Gleis zurückgebaut und um einen zweiten Bahnsteig ergänzt. Somit kommt auch hier die spanische Lösung zur Anwendung. Vor El Prat de Llobregat mündet die Stichstrecke in die Bestandsstrecke ein.

## Planungen
Im Juli 2015 begannen die Bauarbeiten für eine zweigleisige, unterirdische Neubaustrecke zwischen dem Bahnhof El Prat de Llobregat und dem Terminal 1. Der 3 Kilometer lange Tunnel soll einen unterirdischen Halt am Terminal 2 erhalten und am Terminal 1 enden. Bereits seit dem 12. Februar 2016 verbindet die Metrolinie L9 Sud die beiden Terminals. Mit Inbetriebnahme dieses neuen Abschnittes soll die oberirdische Trasse denn aufgelassen werden. Für die Ausfädelung zum Flughafen wurden bereits die beiden Außengleise in El Prat als Vorleistung errichtet.

## Sonstiges
- am Bahnhof Vilanova i la Geltrú befindet sich das Eisenbahnmuseum von Katalonien.
- in Platja de Castelldefels ereignete sich am 23. Juni 2010 eines der schwersten Eisenbahnunfälle Spaniens mit 13 Toten (Eisenbahnunfall von Castelldefels).